# Kuni-kyō

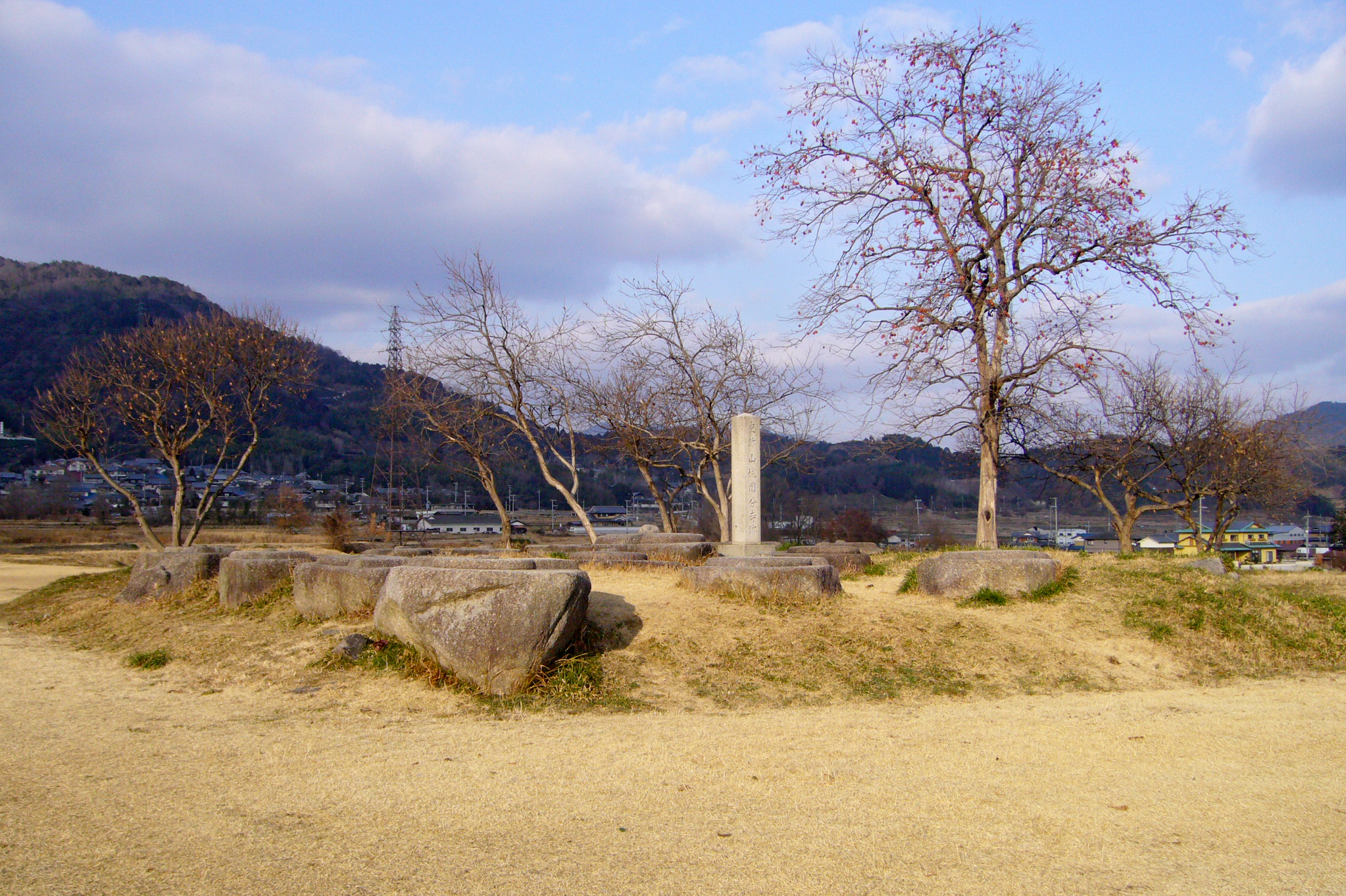
Überreste von Kuni-kyō bzw. des Provinztempels Yamashiro

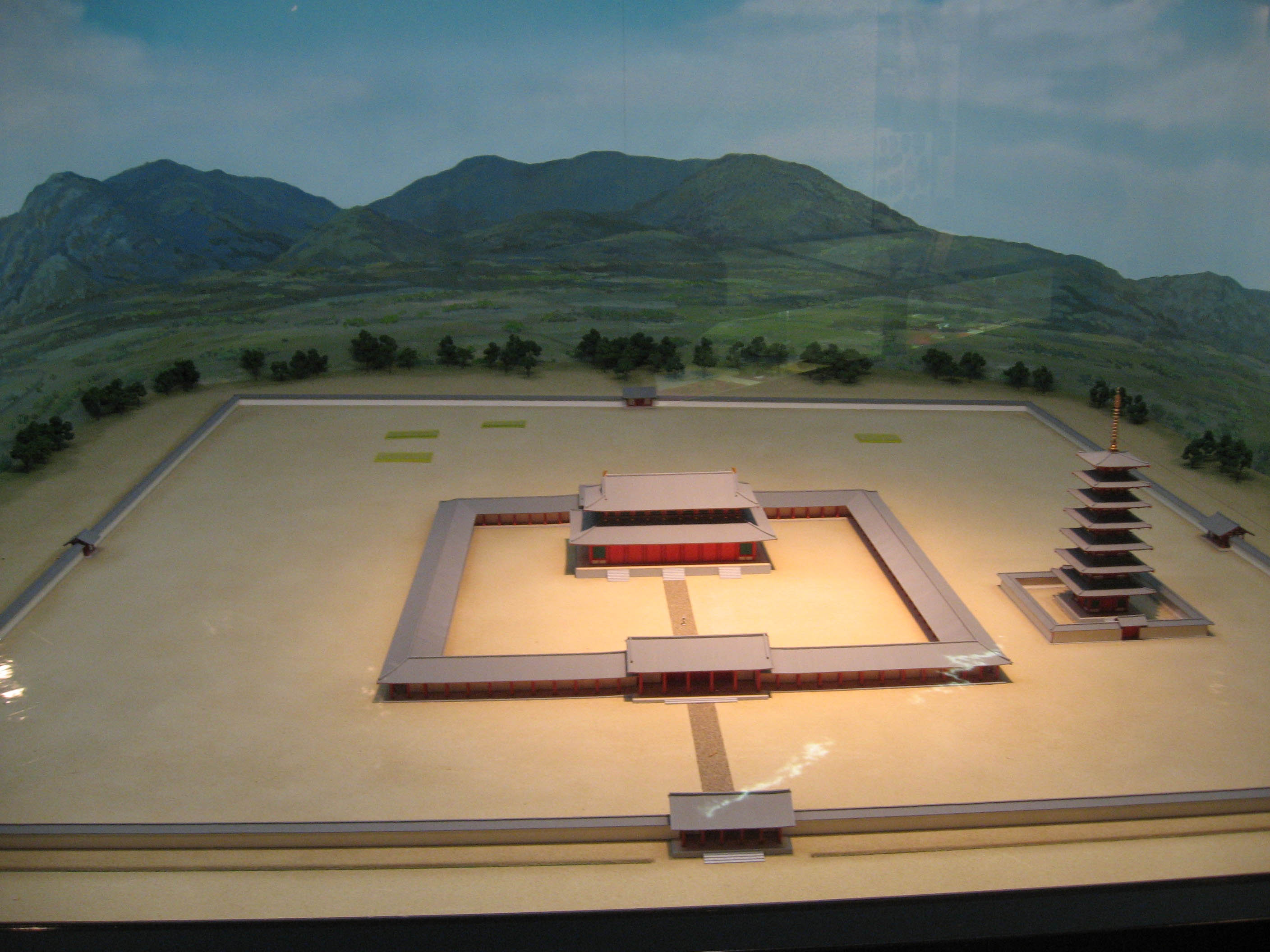
Modell des Provinztempels Yamashiro mit der Haupthalle (kondō) im Zentrum (frühere Audienzhalle von Kuni-kyō) und der siebenstöckigen Pagode daneben

Kuni-kyō (jap. 恭仁京, wörtlich: „Kaiserliche Residenzstadt Kuni“), auch Kuni no Miyako, war zwischen 741 und 744 die Hauptstadt Japans.
Die Stadt wurde nicht fertiggestellt, da die Hauptstadt bereits nach vier Jahren nach Naniwa-kyō, im heutigen Osaka, verlegt wurde. Später wurde ein Teil des Palasts als Provinztempel von Yamashiro (山城国分寺/山背国分寺, Yamashiro kokubunji) benutzt.

## Geschichte
Am 6. Januar 741 (traditionelles Datum: Tempyō 12/12/15) veranlasste der Shōmu-Tennō am Flussbett des Izumikawa (heute: Kizugawa) bei Kuni im Sōraku no kōri in der Provinz Yamashiro (heute: Stadt Kizugawa in der Präfektur Kyōto) den Bau einer neuen Hauptstadt mit dem Palast Kuni (恭仁宮, Kuni-kyū oder Kuni no miya). Das Neujahr wurde in der anscheinend schon fertiggestellten provisorischen Residenz des Kaisers (内裏, Dairi) gefeiert. Damit verlor Heijō-kyō nach 30 Jahren seinen Status als Hauptstadt. Im 9. Monat wurde der linke und rechte Stadtbezirk festgelegt, einen Monat später wurde mit Gyōkis Hilfe die große Brücke über den Izumikawa fertiggestellt und im 11. Monat der offizielle Name Yamato Kuni no Ōmiya (大養徳恭仁大宮, dt. „großer Schrein/Palast von Yamato-Kuni“) vergeben.
Ein Grund für die Verlegung könnte der starke Machtverlust der Adelsfamilie Fujiwara, beginnend mit dem Tod der vier Fujiwara-Brüder 737, und der folgende Aufstieg von Tachibana no Moroe (737 Ernennung zum Dainagon und 738 zum Udaijin) sein. So wurde 740 der Aufstand des Fujiwara no Hirotsugu in Dazaifu vom Kaiser niedergeschlagen, der sich anschließend in Kuni-kyō im südlichen Teil der Provinz Yamashiro, eine Hochburg von Tachibana no Moroe, niederließ.
Vom Palast Heijō wurden politische Schlüsselgebäude wie die Audienzhalle (大極殿, Daigokuden) oder der Chōdō-in (長堂院) für formelle Zeremonien abgebaut und im Palast Kuni neu errichtet.
742 (Tempyō 14) gab der Kaiser den Befehl für den Bau des Daibutsu des Shigaraki-Schreins, und war zwischen 30. September und 6. Oktober (8/27–9/4) und selbst von 29.–31. Januar 743 d. h. über das Neujahr (12/29–Tempyō 15/1/2) hinweg außerhalb Kuni-kyōs in Shigaraki. Shōmus Prioritäten schienen nun dort zu liegen und so wurde am 15. Januar 744 (Tempyō 15/12/26) mit der Fertigstellung der Audienzhalle der Bau der anderen Palastgebäude zugunsten des Shigaraki-Schreins abgebrochen. Auch lag Shigaraki in der Provinz Ōmi, die von den Fujiwara kontrolliert wurde und diese 743 mit der Wahl Fujiwara no Nakamaros zum Ratgeber (sangi) wieder erstarkten.
Am 18. Februar (Tempyō 16/Schaltmonat 1/1) ließ Shōmu seine Beamten darüber abstimmen, ob Kuni-kyō weiterhin Hauptstadt bleiben oder zugunsten von Naniwa aufgegeben werden solle. Das Ergebnis war quasi ein Gleichstand. 10 Tage später fand ein kaiserlicher Besuch nach Naniwa statt, deren Mitglied der mögliche Kronprinz Asaka (安積親王, Asaka-shinnō) war. Unterwegs erkrankte dieser an Beriberi und kehrte nach Kuni-kyō zurück wo er zwei Tage später verstarb. Da er der einzige lebende Sohn von Shōmu war, wurde daraufhin Prinzessin Abe die unbestrittene Thronfolgerin, die ihm 749 als Kōken-Tennō nachfolgen sollte. Auch dies ist als Rückschlag für Tachibana no Moroe zu werten, da Prinz Asaka von diesem favorisiert wurde und Prinzessin Abes Mutter, die Kaisergemahlin Kōmyō, eine Fujiwara war. Am 7. April (2/20) des darauffolgenden Monats wurde der Thron nach Naniwa transportiert. Schließlich aber wurde genau zu Neujahr Tempyō 17/1/1, d. h. am 6. Februar 745, die Hauptstadt offiziell nach Shigaraki verlegt und Kuni-kyō geräumt.

### Provinztempel von Yamashiro
Das Dekret zur Errichtung der Provinztempel wurde noch zur Zeit von Kuni-kyō erlassen. Es ist aber unbekannt wann mit dem Bau des Provinztempels für die Provinz Yamashiro begonnen wurde. Nachdem Kuni-kyō verlassen wurde, wurde kurz danach 746 (Tempyō 18) das Palastgelände als Provinztempel für Yamashiro genutzt und ein eventuell vorher verwendeter demnach aufgegeben. So wurde die ehemalige Audienzhalle des Palasts zur Haupthalle (kondō) des neuen Provinztempels. Kurz danach wurde die siebenstöckige Pagode und der Schrein für den Schutzgott des Tempelgeländes (境内鎭守社, keidai chinjū yashiro), der Goryū-Schrein (御霊神社, Goryū-jinja), errichtet.
Die Haupthalle hatte eine Größe von West nach Ost und von Nord nach Süd von 275 × 330 Meter, und das gesamte Palastgelände von 560 × 750 Meter.

### Ausgrabung und Historische Stätte
Am 1. Juli 1957 erfolgte die Ernennung des Geländes zur Historischen Stätte Ruinen des Provinztempels von Yamashiro (史跡 山城国分寺跡, Shiseki Yamashiro kokubunji ato).
Die Untersuchung des Palastgeländes fand ab 1973 statt, die Ausgrabungen begannen ab 1974, dauerten bis 1996 und wurden unter der Leitung der Schulbehörde der Präfektur Kyōto durchgeführt. 1976 fand sich unter einer Erderhebung hinter der Grundschule Kuni die Haupthalle/Audienzhalle.
Am 6. Februar 2007 erfolgte die Umbenennung der Stätte in Historische Stätte Kuni-Palastruinen (Ruinen des Provinztempels von Yamashiro) (史跡 恭仁宮跡 (山城国分寺跡), Shiseki Kuni-kyūseki (Yamashiro kokubunji ato)).
Bei den Ausgrabungen wurden die großen Grundsteine der Haupthalle/Audienzhalle und der siebenstöckigen Pagode freigelegt, die heute den sichtbaren Teil der historischen Stätte bilden.

## Wirkung
Obwohl Kuni-kyō nur kurzzeitig Hauptstadt war, hatte sie einen großen Einfluss auf die japanische Kulturgeschichte. Shōmu erließ hier am 15. März 741 (Tempyō 13/2/24) das Dekret zur Errichtung der Provinztempel (国分寺・国文尼寺建立の詔, Kokubunji Kokubunniji konryū no mikotonori) und am 5. November 743 (Tempyō 15/10/15) das Dekret zur Errichtung des Vairocana-Buddha (盧舎那仏造顕の詔, Rushanabutsu zōken no mikotonori) des Tōdai-ji, der der Haupttempel aller Provinztempel war.

## Anmerkung
1. ↑  Der Verlegung fand nach dem japanischen Kalender am Tempyō 12/12/15 statt. Tempyō 12 entspricht normalerweise dem Jahr 740. Der 15. Tag des 12. Monats dieses Jahres ist jedoch eigentlich der 6. Januar 741 (siehe NengoCalc nach Reinhard Zöllner: Japanische Zeitrechnung. Iudicium Verlag, München 2003).